# هیرومی ناگاکورا
هیرومی ناگاکورا (به ژاپنی: 長倉 洋海) عکاسی ژاپنی است.
از هیرومی تا حالا آثار زیادی که عمده موضوع آن‌ها احمدشاه مسعود (از رهبران نظامی افغانستان) است بر جای مانده‌است. کتاب‌های وی، مجموعهٔ از تصاویری است که وی در طول سال‌ها در افغانستان و  دیگر مناطق جنگی جهان تهیه نموده‌است.«مسعود، سرزمین عشق» ، «دوستان: عکسهایی از کودکان در جنگ» از جمله آثار وی هستند. کتاب شیر پنجشیر به تأثیر جنگ بر زندگی مردم عادی در آن دره نیز توجه می‌کند و این به برجستگی کتاب می‌افزاید.

## زندگینامه
هیرومی ناگاکورا، در ۲۶ اکتبر سال ۱۹۵۲ در شهر کاشیرو واقع در جزیرهٔ هوکایدو  به دنیا آمد. پس از فارغ‌التحصیل شدن از رشتهٔ حقوق دانشگاه داشیشا به عضویت موسسه نشراتی جی جی در آمد.در سال ۱۹۸۰ او فعالیت خود را به حیث خبرنگار آزاد آغاز کرد.

## هیرومی و احمدشاه مسعود

احمد شاه مسعود، ۱۹۵۳ تا ۲۰۰۱. عکس از هیرومی ناگاکورا در کتاب «شیر پنجشیر»

شیدایی هیرومی ناگاکورا برای افغانستان بسیار عمیق و ریشه‌ای است. زمانی که وی دانشجو بود، رویای وی این بود که به آنجا برود چرا که افغانستان کشوری دور افتاده با فاصله‌ای  بسیار دور از ژاپن بود. وی به این اندیشه بود که در آنجا می‌تواند کارهایی انجام دهد. ارتباط وی با افغانستان از سال ۱۹۷۵ شروع شد، هنگام مسافرت  و اقامتش با کوچی‌های افغانستان. هیرومی برای اولین بار احمدشاه مسعود را در سال ۱۹۸۳ ملاقات نمود. در آن هنگام افغانستان در اشغال ارتش سرخ قرار داشت. هردو ۲۹ سال سن داشتند، وی تحت تأثیر و جاذبهٔ آن مرد جوان، که با آن سن کم می‌توانست فرمانده سربازان باشد قرار گرفت. وی برای آشنایی با جنگ، و شناخت دقیقتر، بر خلاف دیگر خبرنگارانی که بعد از مصاحبه‌ای منطقه را ترک می‌کردند، مدت سه ماه همراه احمدشاه مسعود ماند. در طول این مدت، بین آن‌ها دوستی ایجاد شد و هیرومی توانست همراه نیروهای احمدشاه مسعود بماند.
هیرومی از سال ۱۹۸۸ تا سال ۲۰۰۰ حدود دو سال همراه نیروهای احمدشاه مسعود بسر برد.
هیرومی از طریق عکس‌هایش جنبه‌های انسانی زندگی مسعود را می‌خواست نشان دهد، کسی را که به قول او «به شعر و مطالعه عشق می‌روزید و با دیگران مهربان بود».مسعود برای هیرومی یک آیینه بود.